# Shinsaku Tsukawaki
Shinsaku Tsukawaki (Ōmuta (Fukuoka), Japón, 3 de enero de 1931-15 de septiembre de 1993) fue un gimnasta artístico japonés, subcampeón olímpico en Melbourne 1956 en el concurso por equipos.

## Carrera deportiva
Su mayor triunfo fue conseguir la plata junto con su equipo de gimnastas japoneses, en las Olimpiadas de Melbourne 1956, tras los soviéticos y por delante de los finlandeses, siendo sus compañeros de equipo: Nobuyuki Aihara, Akira Kono, Takashi Ono, Masao Takemoto y Katsumi Terai.